# Aulus Manli Capitolí
Aule Manli Capitolí (llatí: Aulus Manlius A. f. A. n. Capitolinus) va ser un magistrat romà.
Va ser elegit per quatre vegades tribú consolar (389 aC, 385 aC. 383 aC i 370 aC). Durant el seu primer consolat Roma va ser atacada per una coalició d'enemics després de la derrota a la batalla de l'Àl·lia i se li va donar el comandament d'un dels tres exèrcits reclutats cuita corrent. En el segon consolat va convèncer el Senat de fer la guerra als volscs, llatins i hèrnics.